# Elhadji Malick Tall
Elhadji Malick Tall (Dakar, 25 gennaio 1995) è un calciatore senegalese, attaccante dell'Al-Nahda.

## Carriera
In carriera ha giocato 27 partite nelle coppe asiatiche, di cui 25 per la AFC Champions League e 2 per la Coppa dell'AFC.

## Palmarès

### Club

#### Competizioni nazionali
- Campionato giordano: 2

Al-Wehdat: 2014-2015, 2015-2016
- Coppa del Libano: 1

Ansar: 2023-2024

### Individuale
- Squadra dell'anno libanese: 2

2017-2018, 2019-2020
- Capocannoniere Prima Divisione: 3

2017-2018, 2019-2020, 2023-2024 (20 reti)